# Donát Theodor Morazzi
Donát Theodor Morazzi (14. září 1706 Chrudim – 2. července 1759 Smiřice) byl významný český stavitel italského původu, žijící a tvořící v Čechách.

## Biografie
Donát Theodor Morazzi se narodil roku 1706 v Chrudimi. Jeho otec, Donát Morazzi, byl stavitel italského původu usedlý v Chrudimi , kde působila poměrně silná skupina vlašských umělců. 
Už jako patnáctiletý, v roce 1721, pracoval Donát Theodor se svým otcem na stavbě poutního kostela sv. Jana Nepomuckého na Zelené hoře u Žďáru nad Sázavou, který navrhl Jan Blažej Santini-Aichel. 
Za svého života pracoval na mnoha významných stavbách ve východních a severovýchodních Čechách. Mezi jeho doložené významnější stavby patří například kostel sv. Petra a Pavla v Konecchlumí postavený v letech 1728–1729 pro Františka Norberta z Trauttmansdorffu, kostel sv. Václava v Žamberku z let 1729–1738 pro Bubny z Litic nebo přestavba kostela Narození Panny Marie v Hlinsku na náklady hraběte Kinského v letech 1729–1749. 
V roce 1733 byl zvolen cechmistrem zednického a kamenického cechu v Chrudimi. Roku 1735 vypracoval po požáru Litomyšle jednotný plán na obnovu domů. V letech 1746–1748 sloužil jako panský stavitel. 
Donát Theodor Morazzi zemřel v roce 1759 ve Smiřicích.

## Fotogalerie

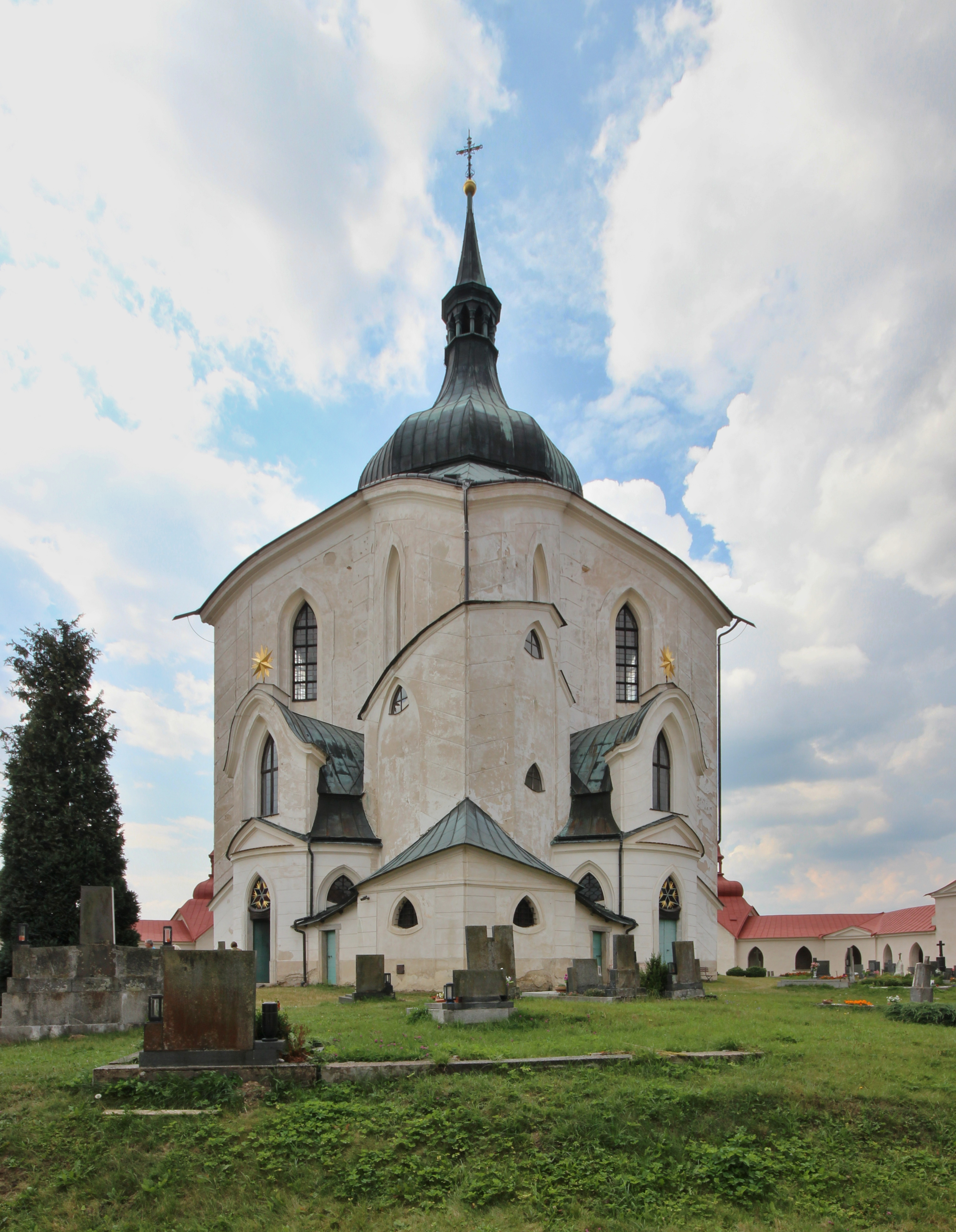
Kostel sv. Jana Nepomuckého Zelená Hora
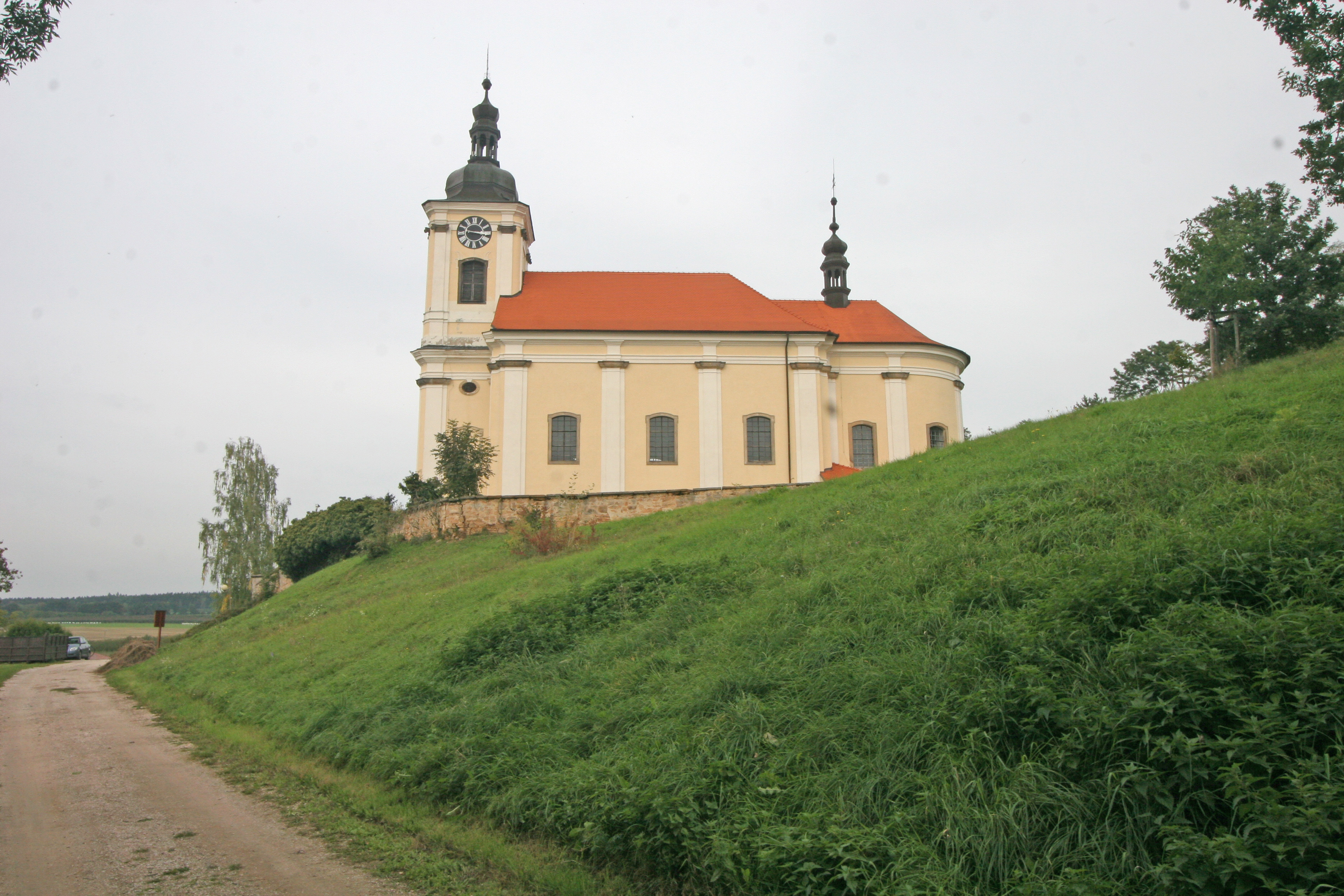
Kostel sv. Petra a Pavla Konecchlumí
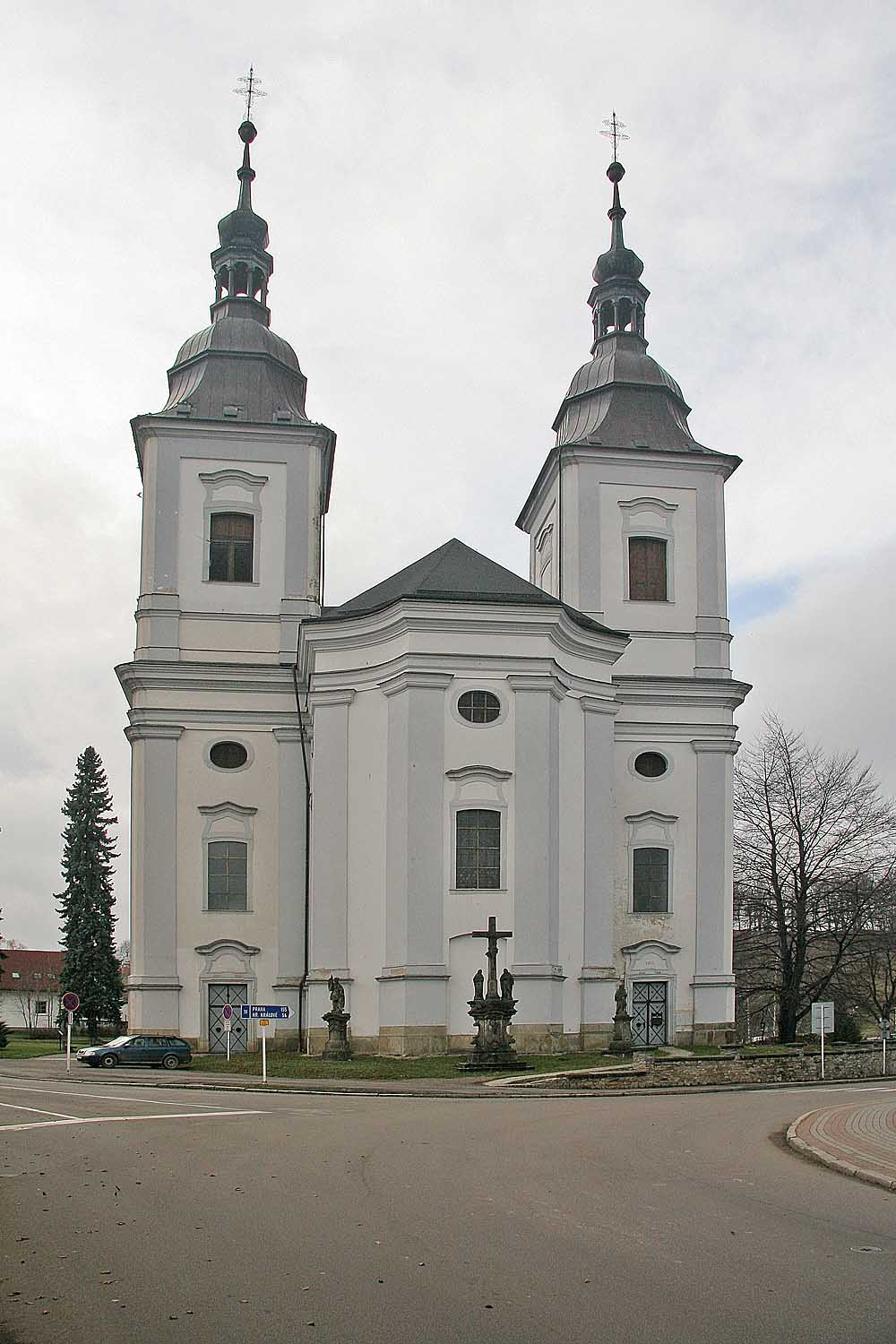
Kostel sv. Václava Žamberk